# روش ان تی یو
روش ان تی یو(به انگلیسی: NTU method) یا روش تعداد واحدهای تبادل(به انگلیسی: Number of Transfer Units Method) در علم انتقال حرارت و در طراحی مبدل‌های حرارتی کاربرد دارد.این روش برای شرایطی مورد استفاده قرار می‌گیرد که اطلاعات جریان‌های ورودی و خروجی به مبدل در دست نبوده و تنها اطلاعات دمایی جریان‌های ورودی به مبدل مشخص است.

## شرح روش
در این روش با محاسبه بیشینه حرارت قابل انتقال و استفاده از یک ضریب تصحیح (ضریب بازدهی)، مقدار واقعی گرمای انتقالی محاسبه می‌شود.
{\displaystyle q_{max}\ =C_{min}(T_{h,i}-T_{c,i})}
در این معادله برای محاسبه {\displaystyle C_{min}}، باید {\displaystyle mC} را برای هر سیال جداگانه محاسبه و مقدار کمتر را {\displaystyle C_{min}} می نامیم.
همچنین ضریب بازدهی در این روش یه صورت زیر قابل تعریف است:
{\displaystyle E\ ={\frac {q}{q_{max}}}}
مقدار گرمای واقعی (q) محاسبه شده برابر است با:
{\displaystyle q\ =C_{h}(T_{h,i}-T_{h,o})\ =C_{c}(T_{c,o}-T_{c,i})}
برای محاسبه ضریب بازدهی ({\displaystyle E} یا {\displaystyle \epsilon }) دو پارامتر به نام‌های {\displaystyle NTU} و :{\displaystyle C_{r}} تعریف می‌شود.
{\displaystyle E\ ={\frac {1-\exp[-NTU(1+C_{r})]}{1+C_{r}}}}
{\displaystyle C_{r}\ ={\frac {C_{min}}{C_{max}}}}
{\displaystyle NTU\ ={\frac {UA}{C_{min}}}}
در معادله بالا U ضریب انتقال حرارت کلی مبدل و A کل سطح تبادل در مبدل است.
با داشتن {\displaystyle NTU} و :{\displaystyle C_{r}} می‌توان از روابط زیر مقدار ضریب بازدهی را محاسبه کرد.
برای جریان موازی:
{\displaystyle E\ ={\frac {1-\exp[-NTU(1+C_{r})]}{1+C_{r}}}}
برای جریان متقابل:
{\displaystyle E\ ={\frac {1-\exp[-NTU(1-C_{r})]}{1-C_{r}\exp[-NTU(1-C_{r})]}}}
همچنین برای ساده‌تر شدن کار، نمودارهایی وجود داردکه می‌توان با استفاده از آن مقدار ضریب بازدهی را به سرعت به دست آورد.

با داشتن مقدار روی محور افقی و و مقدار روی نمودار، مقدار ضریب بازدهی از روی محور عمودی خوانده می‌شود.